# Azem Syla
Azem Syla (ur. 5 kwietnia 1951 w Kišnej Rece) – kosowski polityk i działacz niepodległościowy, więzień polityczny, szef sztabu generalnego UÇK.

## Życiorys

### Edukacja i wykształcenie
Ukończył studia na wydziale chemicznym na Uniwersytecie w Prisztinie.
W 2003 roku ukończył studia politologiczne na Uniwersytecie Leibniz w Santa Fe; w 2016 roku obronił pracę doktorską pod tytułem Politics and governance of Kosovo, status process, resolving Kosovo’s final status.

### Działalność polityczna
W 1981 roku udzelił poparcia protestującym kosowskim studentom, za co został aresztowany przez władze jugosłowiańskie i skazany na karę więzienia; wyszedł na wolność w 1988 roku. Mimo odbytego wyroku, zaczął intensywniej angażować się w działalność niepodległościową Kosowa; w 1989 roku ponownie go aresztowano i od marca do sierpnia tego roku był internowany. W latach 90. angażował się w działalność Ruchu Ludowego Kosowa oraz przeprowadzał skoordynowane działania taktyczne przeciwko jugosłowiańskim służbom policyjnym działającym na terenie Kosowa.
W latach 1997–1999 był szefem sztabu generalnego UÇK. Był delegatem na konferencji pokojowej w Rambouillet, odbywającej się na przełomie lutego i marca 1999 roku.
Na początku XXI wieku w ramach tymczasowego rządu, Syla był ministrem obrony Kosowa.
Od 12 grudnia 2010 do 7 maja 2014 roku był deputowanym do Zgromadzenia Kosowa z ramienia Demokratycznej Partii Kosowa.

### Konflikty z prawem i postępowania karne
W 1994 roku Azem Syla wraz z żoną i dziećmi wyjechał do Szwajcarii, gdzie otrzymał azyl. Mieszkał w Biberiście i od lipca 2002 do stycznia 2011 korzystał z zasiłków o łącznej kwocie około 480 tys. franków; poza świadczeniami nie udokumentowano innych wpływów pieniężnych. W marcu 2012 roku Fundusz Kompensacyjny Kantonu Solura oskarżył Sylę o dopuszczanie się oszustw ubezpieczeniowych, w konsekwencji cofnięto mu zezwolenie na pobyt na terenie Szwajcarii oraz uznano go za persona non grata na okres 5 lat; w maju tego roku wraz ze swoją żoną opuścił Szwajcarię. Prowadzone śledztwo w sprawie Syli zostało umorzone w listopadzie 2014 roku przez Prokuraturę w Solurze, ponieważ nie udało się potwierdzić przedstawionych zarzutów.
W 2010 roku szwajcarski polityk Dick Marty poinformował w swoim raporcie, że Azem Syla podczas swojej działalności w UÇK wydawał rozkazy dokonywania zbrodni na ludności cywilnej; mimo prowadzonego śledztwa, wyrok nigdy nie zapadł.
W 2016 roku został zatrzymany pod zarzutami m.in. prania brudnych pieniędzy, fałszowania dokumentów, uchylania się od płacenia podatków oraz prowadzenia zorganizowanej grupy przestępczej na terenie Kosowa. Miał prowadzić działającą od 2006 roku 38-osobową grupę, która dokonywała wyłudzeń nieruchomości na łączną kwotę około 30 milionów euro.

## Życie prywatne
Jest żonaty i ma trójkę dzieci.
Deklaruje znajomość języka bośniackiego, serbskiego i niemieckiego.